# Glenoides
Glenoides is een geslacht van vlinders van de familie spanners (Geometridae), uit de onderfamilie Ennominae.

## Soorten
- G. lenticuligera Blanchard, 1973
- G. texanaria Hulst, 1888